# Twierdzenie Bochnera
Twierdzenie Bochnera – twierdzenie dostarczające kryterium, kiedy funkcja {\displaystyle \varphi :\mathbb {R} \to \mathbb {C} } jest funkcją charakterystyczną pewnego rozkładu prawdopodobieństwa.

## Twierdzenie
Funkcja {\displaystyle \varphi :\mathbb {R} \to \mathbb {C} } jest funkcją charakterystyczną pewnego rozkładu prawdopodobieństwa wtedy i tylko wtedy, gdy jest ciągła, dodatnio określona i {\displaystyle \varphi (0)=1.}